# Leon Lai
Leon Lai (黎明; pinyin: Lí Míng; Cantonese: lai4 ming4) (Pechino, 11 dicembre 1966) è un attore e cantante cinese.

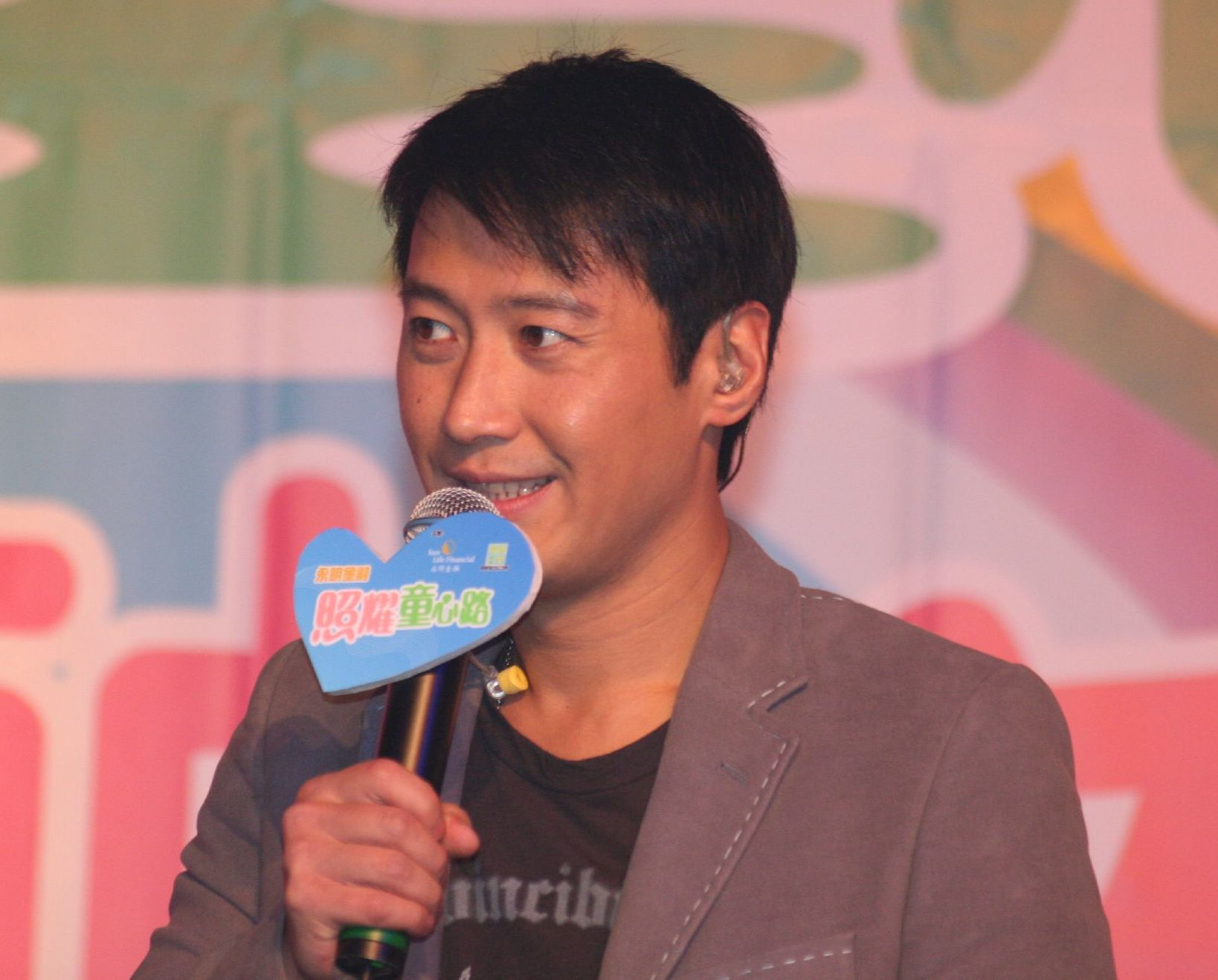

Tra le sue interpretazioni principali vi sono quella del killer in Angeli perduti di Wong Kar-wai, quella dell'immigrato in Tián mì mì di Peter Chan e quella dello spadaccino in Seven Swords di Tsui Hark

## Biografia
Leon Lai è nato a Pechino ed è figlio unico. I suoi genitori divorziarono quando aveva quattro anni. Lai ha studiato al King's Way Princeton College (Inghilterra). Prima di diventare cantante ha lavorato come venditore per una compagnia di cellulari. Dopo essere arrivato secondo ad un concorso per cantanti promosso dalla TVB, ha intrapreso una delle carriere musicali di maggior successo ad Hong Kong, arrivando a firmare un contratto prima con la Polygram (ora Universal Music e poi con la Sony Music il 23 marzo del 1998.
Insieme con Jacky Cheung, Andy Lau and Aaron Kwok, Lai fa parte di quelli che i media asiatici definisce i "Four Great Heavenly Kings" (四大天王), ovvero i cantanti più famosi della loro generazione. Nel 1996, Lai venne nominato come miglior attore al sedicesimo "Hong Kong Film Award" per il film Tián mì mì nel quale recitava il ruolo di un uomo che si trasferisce ad Hong Kong dalla Cina negli anni '80. Nel 1999 dopo aver vinto numerosi premi, annunciò che non ne avrebbe più accettati. Nel 2004, Leon Lai ha creato una nuova casa di produzione con Peter Lam, la "A Music", East Asia Record Production Company Limited. Il primo album della compagnia, Dawn, è stato pubblicato a settembre. Suoi fan club Leon Family (黎明家族) possono essere trovati ad Hong Kong, Macao, Cina, Canada, Giappone, Malaysia, Corea del Sud, Singapore, Taiwan, Thailandia and Stati Uniti. Il suo vero nome 黎捷 (Lai Chit) significa alba in cinese.

## Filmografia
- Yue zhan jin cun zhe, regia di Frankie Chi-Ming Keung e Lu Tung (1980)
- Mei nan zi, regia di David Da-Wei Chiang (1987)
- Si qian jin, regia di Jamie Luk (1989)
- Do si lip yan, regia di Stephan Yip (1989)
- Shao nu xin, regia di Paul Cheung (1989)
- Yes! yi zu, regia di Clara Law (1991)
- Ho moon yeh yin, regia collettiva (1991)
- Shen suan, regia di Michael Hui (1992)
- Huo tou fu xing, regia di Ronny Yu (1992)
- Chi qing kuai xu, regia di Frankie Chan (1992)
- Ming yuet chiu Zim Dung, regia di Taylor Wong (1992)
- Lung tang sei hoi, regia di Clarence Fok (1992)
- Wicked City (Yiu sau dou si), regia di Tai-Kit Mak (1992)
- City Hunter - Il film (Sing si lip yan), regia di Wong Jing (1993)
- Fei hu wai zhuan, regia di Man Kit Poon (1993)
- Do see ching yuen, regia di Jeffrey Lau (1994)
- Xian ren zhang, regia di Derek Chang e Chung-Hon Siu (1994)
- Angeli perduti (Duòluò tiānshǐ), regia di Wong Kar-wai (1995)
- Tián mì mì, regia di Peter Chan (1996)
- Do san 3: Siu nin do san, regia di Jing Wong (1996)
- Ngoi ngei ngoi do saat sei ngei, regia di Lik-Chi Lee (1997)
- Ban sheng yuan, regia di Ann Hui (1997)
- San luen oi sai gei, regia di Jing Wong (1998)
- A Hero Never Dies (Chan sam ying hung), regia di Johnnie To (1998)
- Bo li zhi cheng, regia di Mabel Cheung (1998)
- Yi jian zhong qing, regia di Wai Keung Lau (2000)
- San tau chi sai doi, regia di Wilson Yip (2000)
- Cheonsamong, regia di Hee-joon Park (2001)
- Qing mi da hua wang, regia di Jing Wong (2001)
- Bat sei ching mai, regia di Wai Keung Lau (2001)
- Three (Sam gang), regia di Peter Chan (2002) - (episodio Going Home)
- Seung hung, regia di Benny Chan (2003)
- Infernal Affairs III - Affari sporchi (Mou gaan dou III), regia di Andrew Lau e Alan Mak (2003)
- Gam gai 2, regia di Leung-Chun Chiu (2003)
- Da cheng xiao shi, regia di Wilson Yip (2004)
- Seven Swords (Qi jian), regia di Tsui Hark (2005)
- Ching yi ngor sum gi, regia di Felix Chong e Alan Mak (2005)
- A Melody Looking, regia di Leon Lai (2006)
- Xin zhong you gui, regia di Hua-Tao Teng (2007)
- L'imperatrice e i guerrieri (Jiang shan mei ren), regia di Siu-Tung Ching (2008)
- Mei Lanfang, regia di Chen Kaige (2008)
- Jian guo da ye, regia di Han Sanping e Huang Jianxin (2009)
- Bodyguards and Assassins (Shi yue wei cheng), regia di Teddy Chan (2009)
- Fire of Conscience (For Lung), regia di Dante Lam (2010)
- Wai nei chung ching, regia di Chi-Kin Kwok (2010)
- Hong men yan chuan qi, regia di Daniel Lee (2011)
- Yi ye jing xi, regia di Eva Jin (2013)
- Wang chao de nu ren: Yang Gui Fei, regia di Shiqing Cheng e Zhang Yimou (2015)
- Ye kong que, regia di Dai Sijie (2015)
- Xiao shi de ai ren, regia di Barbara Wong Chun-Chun (2016)
- The Guest, regia di Dae-wung Lim (2016)
- Qiang hóng, regia di Leon Lai (2017)

## Discografia

### Cantonese
- Leon (1990)
- Meet in Rain (相逢在雨中) (1990)
- Just wanna be close to you (親近你) (1991)
- It's Love. It's Destiny (是愛是緣) (1991)
- Personal Feeling (我的感覺) (1991)
- Hope We're not just Friends (但願不只是朋友) (1992)
- The Most Charming Person (Compilation) (傾城之最) (1992)
- I love you, OK? (1992)
- My Other Half (Compilation) (我的另一半) (1993)
- Summer of Love (夏日傾情) (1993)
- Chateau de Reve (夢幻古堡) (1993)
- Love Between Sky and Earth (天地情緣) (1994)
- Destined Love + Compilation (情緣) (1994)
- Red Hot Fire Dance (火舞艷陽) (1994)
- Great Passion Between Sky and Earth (天地豪情) (1995)
- Dream Chase (夢.追蹤) (1995)
- Perhaps (1996)
- Feel (感應) (1996)
- If (1997)
- Leon's (1997)
- Leon Sound (1997)
- I Love You so much (我這樣愛你) (1998)
- City of Glass OST (玻璃之城電影原聲大碟) (1998)
- If I Can See You Again (如果可以再見你) (1998)
- Leon Now (1999)
- Eyes Want to Travel (眼睛想旅行) (1999)
- Beijing Station (北京站) (2000)
- Leon Club Sandwich (2000)
- Happiness (喜) (2001)
- The Red Shoes (2001)
- The Red Shoes...Evolution (2001)
- Leon Charged Up (2002世界盃衝鋒陷陣) (2002)
- Homework (2002)
- Leaving Me Loving You OST (大城小事原聲大碟) (2004)
- Leon Dawn (2004)
- Love & Promises (2004/2005 (Special Edition))
- Long Lasting Love (長情) (2005)

### Mandarino, Coreano e Giapponese
- Will You Come Tonight (今夜你會不會來) (1991)
- Accumulating All My Love (堆積情感) (1992)
- Autumn Dawn (秋天的黎明) (1993)
- Stay For Me (為我停留) (1994)
- My True Heart is Presented to You (我的真心獻給你) (1994)
- Love is Hard to Get (愛難求) (1995)
- Why Aren't You My Future (為何你不是我的未來) (1996)
- Disagreement of Words and Thoughts (口不對心) (1997)
- DNA Gone Wrong (DNA出錯) (1997)
- The World of Leon Lai (Korean) (1997)
- I Love You So Much (Korean Version) (我這樣愛你) (1997)
- City of Glass OST (Korean Version) (玻璃之城電影原聲大碟) (1998)
- Korean Soundtrack (1998)
- Longing (嚮往) (1998)
- If I Can See You Again (Korean version) (如果可以再見你) (1998)
- If I Can See You Again (Japanese version) (如果可以再見你) (1998)
- Never Ever (Korean Version) (1999)
- None But Me (非我莫屬） (1999)
- Leon Now (Korean Version) (1999)
- Hot & Cool (Japanese) (2000)
- You Are My Friend (Korean) (2000)
- Leon Dawn Leon (2004)
- A Story (一个故事)(2005)
- 4 in Love（2007）
- X U（2011）